# 潘涛
潘涛（1971年7月12日—），男，汉族，四川成都人。中国内地新闻主播，副高职主任播音员（2015年8月底已报送北京终审终评正高职称），中国共产党党员（2002年—）。曾在四川人民广播电台、上海卫视（现为东方卫视）担任主播，在东方卫视任职期间是该台首席主播。2016年1月加入中国中央电视台担任该台新闻主播至今。

## 生平
1971年7月12日出生于北京，在他进入大学之前与父母在成都生活，毕业于北京广播学院新闻学系。1990年进入四川人民广播电台播音部，主要主持新闻、专题、广播剧和综艺文娱的直播和录播节目。1998年，调入上海卫视新闻部，任《上海卫视新闻》和《每日财经》主播、《投资上海》主持、编导、记者。2003年上海卫视更名为东方卫视，主持《城际连线》（后并入《东方新闻》）等新闻节目，后升为东方卫视首席主播。潘涛曾为上海申办世博会宣传片配音，故有“上海申博形象之声”的雅称。2010年任上海世博会熊猫代言人。
2016年1月，潘涛加入中国中央电视台，任该台新闻主播，于2月1日在《晚间新闻》节目首次亮相，之后他主持了《新闻直播间》、央视新闻频道春节特别节目《一年又一年》。2020年9月10日，潘涛首次主持《新闻联播》，引发网友关注。在他首次主持《新闻联播》节目后，潘涛表示当时相对紧张，又强调“想把大家的这种关注变成一种动能，督促自己做得更好”。
2022年11月30日，原中共中央总书记江泽民因病在上海逝世，潘涛和宝晓峰在央视新闻频道当晚18时的特别报道和19时的《新闻联播》中全文播报了《告全党全军全国各族人民书》。两人成为继1976年9月9日夏青播报毛泽东逝世消息和1997年2月20日罗京播报邓小平逝世消息后，第三/四位播报中华人民共和国最高领导人逝世消息的播音员。

## 主持作品
- 上海卫视→东方卫视：《上海卫视新闻》、《每日财经》、《投资上海》、《城际连线》、《东方新闻》、《子午线》、《直播上海》[1]
- 中国中央电视台：《晚间新闻》、《新闻直播间》、《一年又一年》、《生活圈》、《新闻30分》、《新闻联播》
- 2010年金话筒奖颁奖礼主持人（与欧阳夏丹、鲁健、朱迅合作主持）

## 奖项与荣誉
- 首届全国优秀外宣广播节目（彩虹奖）三等奖[7]
- 第三届金话筒奖广播类铜奖[7]
- 中国广播电视学会主持和播音作品一等奖（2000年）[7]
- 上海文广传媒集团播音与主持作品一等奖（2002年）[7]
- 2007年度“中国播音主持金话筒奖”金话筒电视播音作品奖[13]
- 2012年度“中国播音主持金话筒奖”电视播音员主持人奖[14]
- 2014年SMG“名、优、新播音员主持人”名播音员主持人奖[15]
- 全国和上海“德艺双馨”电视艺术工作者称号[1]
- 上海市文艺家荣誉奖[1]
- 全国主持人论文金笔奖[1]
- 上海广播电视奖[1]
- 上海台和SMG传媒人奖[1]